# 中二病
中二病（日語：中二病），也稱廚二病（厨二病），是日本的网路流行语。泛指一种自我认知心态，用以形容一些经常自以为是地活在自己世界、做出自我满足的特别言行，或做出自己一些自认为帅气的动作但同时稚气未脱的人。
据称这种情况常始于青春期的中学二年级，故称为“中二病”，有戏谑的含义。中二病虽然称“病”，但和医学上的“疾病”没有任何关系。這項概念在日本ACG次文化中具有重要地位。

## 起源
1999年1月11日，在日本搞笑藝人伊集院光主持的TBS電台節目《伊集院光 深夜的笨蛋力》，「中二病」及其「症狀」首度被明確提出後廣為人知。當時只有伊集院光的聽眾之間有在使用，之後逐漸在網誌和BBS流傳成為網路用語。

## 注脚
1. ↑  “厨二”在日文中与“中二”同音，故借作另一种表记，无其它意义。

### 書籍
- 塞神雹夜著、王藝霏譯，《中二病使用說明書》，銘顯文化，2009年12月，ISBN 978-9862600023。

## 外部連結
- 中二病 - Hatena::Keyword （页面存档备份，存于）（日語）
- 中二病 - KomicaWiki（页面存档备份，存于）（中文）